# Девід Браян Вудсайд
Девід Браян «Д. Б.» Вудсайд (англ. David Bryan "D.B." Woodside) — американський актор. Відомий роллю Вейна Палмера — начальника штабу Білого дому (згодом президента США) — у серіалі «24». Також знявся у таких серіалах як: «Форс-мажори», «Баффі — переможниця вампірів», «Самотні леді», «Батьки» тощо. Нині виконує роль ангела Аменаділа у серіалі «Люцифер».

## Біографія
Народився 25 липня 1969 року в Нью-Йорку, США. Отримав ступінь бакалавра витончених мистецтв (B.F.A.) в Університеті штату Нью-Йорк в Олбані, ступінь же магістра витончених наук (M.F.A.) здобув у Єльській школі драми. Разом із акторкою Голден Брукс має доньку Дакоту, яка народилася у вересні 2009 року. 2010 року пара розійшлась.

## Кар'єра
Почав свою кар'єру 1996 року, з'явившись у третьому сезоні серіалу «Одне вбивство» (як Аарон Мослі). Опісля з'явився як запрошена зірка в таких серіалах як: «Практика», «Нишпорки», «Жіноча бригада» та «Знову і знову». Зіграв роль агента ФБР Рода Бентона у фінальному сезоні серіалу «Військово-юридична служба». З 2002 по 2003 роки Вудсайд грав роль директора Робіна Вуда у фінальному сезоні серіалу «Баффі — переможниця вампірів» (всього 14 епізодів). У третьому сезоні серіалу «24» виконав роль прагматичного Вейна Палмера, начальника штабу Білого дому та брата президента Девіда Палмера. У п'ятому сезоні цього ж серіалу з'явився в епізодах 1 — 2 та 14 — 18, а вже у шостому фінальному сезоні — грає роль президента США.
2004 року виконує роль Марлона Вейлора у серіалі «CSI: Місце злочину» (епізод: «Жнива»). 2007 року Вудсайда запросили в серіал «Анатомія Грей», де він зіграв роль Маркуса (4 сезон; епізод: «Вічно молодий»). Його також запросили у фінальний епізод детективного серіалу «Монк», де йому довелось грати роль лікаря. Мав постійну роль у серіалі «Пекельні кішки». А 2009 року з'явився у першій серії драми «Теорія брехні».
Зіграв роль Малкольма Френкса у серіалі «Самотні леді». У червні 2014 року почав зніматися у серіалі «Форс-мажори». Нині грає роль ангела Аменаділа у серіалі «Люцифер» (2016 — наші дні).

## Фільмографія
| Рік     | Назва                        | Оригінальна назва                    | Роль                  | Примітки                                            |
| ------- | ---------------------------- | ------------------------------------ | --------------------- | --------------------------------------------------- |
| 1996–97 | Одне вбивство                | Murder One: Diary of a Serial Killer | Аарон Мозлі           | Головна роль; 17 епізодів                           |
| 1997    | Практика                     | The Practice                         | Аарон Вілтон          | Епізод «The Means»                                  |
| 1998    | Місто терору                 | Scar City                            | Форрест               |                                                     |
| 1998    | Здобич                       | Prey                                 | Марк                  | Епізод «Deliverance: Part 1»                        |
| 1998    | Темптейшенс                  | The Temptations                      | Мелвін Франклін       | Теле-фільм                                          |
| 1999    | Нишпорки                     | Snoops                               | Ейвері                | Епізод «Higher Calling»                             |
| 1999    | Зрештою                      | After All                            | Ентони                | Теле-фільм                                          |
| 2000    | Ромео повинен померти        | Romeo Must Die                       | Колін О'Дей           |                                                     |
| 2000    | Кості й собаки               | More Dogs Than Bones                 | Труман                |                                                     |
| 2001    | Жіноча бригада               | The Division                         | Деніел Рід            | Другорядна роль; 6 епізодів                         |
| 2002    | Знову і знову                | Once and Again                       | Генрі Гіггінс         | Епізоди «Chance of a Lifetime» і «Falling in Place» |
| 2002    | Жіночий клуб                 | Girls Club                           |                       | Епізод «Book of Virtues»                            |
| 2002    | Гаряча точка                 | Flashpoint                           | Еддісон               | Теле-фільм                                          |
| 2003    | Місце Злочину: Маямі         | CSI: Miami                           | Коул Джадсон          | Епізод «Entrance Wound»                             |
| 2003    | Генрі Лі                     | The Law and Mr. Lee                  | Бренфорд Лі           | Теле-фільм                                          |
| 2002–03 | Баффі — переможниця вампірів | Buffy the Vampire Slayer             | Робін Вуд             | Другорядна роль; 14 епізодів                        |
| 2003    | Перепочинок                  | Easy                                 | Мартін Марс           |                                                     |
| 2003    | Дещо більше                  | Something More                       | Грег                  | Короткометражка                                     |
| 2004    | C.S.I.: Місце злочину        | CSI: Crime Scene Investigation       | Марлон Вейлорд        | Епізод «Harvest»                                    |
| 2004    | Військово-юридична служба    | JAG                                  | агент ФБР Роб Бентон  | Епізод «The Man on the Bridge»                      |
| 2003–07 | 24                           | 24                                   | Вейн Палмер           | Головна роль; 48 епізодів                           |
| 2007    | Перший                       | First.                               | Муні                  | Короткометражка                                     |
| 2007    | Віва Лафлін                  | Viva Laughlin                        | Маркус                | Епізоди «Pilot» і «What a Whale Wants»              |
| 2007    | Анатомія Грей                | Grey's Anatomy                       | Маркус Кейн           | Епізод «Forever Young»                              |
| 2008    | 4исла                        | Numb3rs                              | Джонатан Шмідт        | Епізод «Blowback»                                   |
| 2009    | Міссісіпі проклятих          | Mississippi Damned                   | Тайрон                |                                                     |
| 2009    | Теорія брехні                | Lie to Me                            | Генрі Стронг          | Епізод «Undercover»                                 |
| 2009    | Приватна практика            | Private Practice                     | Дункан                | Епізоди «Yours, Mine & Ours» і «Do the Right Thing» |
| 2009    | Сестра Готорн                | Hawthorne                            | Девід Джендлер        | Другорядна роль; 3 епізоди                          |
| 2009    | Касл                         | Castle                               | Ленс Карлберг         | Епізод «One Man's Treasure»                         |
| 2009    | Монк                         | Monk                                 | доктор Меттью Шулер   | Епізод «Mr. Monk and the End»                       |
| 2009    | Назад                        | Back                                 | доктор Кевін Стерн    | Теле-фільм                                          |
| 2010–11 | Пекельні кішки               | Hellcats                             | Деррік Алтман         | Другорядна роль; 8 епізодів                         |
| 2011    | Спадщина                     | The Inheritance                      | Генрі                 |                                                     |
| 2011    | Ангели Чарлі                 | Charlie's Angels                     | Карлтон Фінч          | Епізод «Bon Voyage, Angels»                         |
| 2011–12 | Батьки                       | Parenthood                           | доктор Джо Престидж   | Другорядна роль; 9 епізодів                         |
| 2013    | Доктор Емілі Овенс           | Emily Owens, M.D                     | Еван Гаммонд          | Другорядна роль; 3 епізоди                          |
| 2014    | Ця незручна мить             | 'That Awkward Moment                 | Гарольд               | У титрах не вказаний                                |
| 2014    | Зупинись і гори              | Halt and Catch Fire                  | Саймон Черч           | Епізод «Giant»                                      |
| 2011–14 | Самотні леди                 | Single Ladies                        | Малкольм Френкс       | Головна роль; 37 епізодів                           |
| 2014–15 | Форс-мажори                  | Suits                                | Джефф Малоун          | Другорядна роль; 12 епізодів                        |
| 2015    | Шопо-коп 2                   | Paul Blart: Mall Cop 2               | Робінсон              |                                                     |
| 2015    | Хлопець з кімнати 3B         | The Man in 3B                        | детектив Томас        |                                                     |
| 2015    | Любити того, з ким ти поруч  | Love the One You're With             |                       | Теле-фільм                                          |
| 2016–21 | Люцифер                      | Lucifer                              | Аменаділ              | Головна роль; 84 епізоди                            |
| 2018    | Спецпризначенці              | S.W.A.T.                             | Агент Гінс            | Episode: "Hoax"                                     |
| 2018    | -                            | The Fixer                            | S.O.B.                | Episode: "Pilot"                                    |
| 2019    | -                            | Pearson                              | Джефф Мелоун          | повторювана роль                                    |
| 2019    | -                            | Dealbreakers                         | Рік                   | Episode: "Big Daddy"                                |
| 2021    | Молода Ліга справедливості   | Young Justice                        | Примарний незнайомець | повторювана роль                                    |
| 2023    | 9-1-1: Самотня зірка         | 9-1-1: Lone Star                     | Тревор Паркс          | повторювана роль                                    |
| 2023    | Нічний агент                 | The Night Agent                      | Ерік Монкс            | Головна роль                                        |